# L'Escarène
L'Escarène (okcitansko/provansalsko: L'Escarèa) je naselje in občina v jugovzhodnem francoskem departmaju Alpes-Maritimes regije Provansa-Alpe-Azurna obala. Leta 2006 je naselje imelo 2.259 prebivalcev.

## Geografija
Kraj leži v pokrajini Provansi ob reki Paillon, severovzhodno od središča departmaja Nice.

## Administracija
L'Escarène je sedež istoimenskega kantona, v katerega so poleg njegove vključene še občine Blausasc, Lucéram, Peille, Peillon in Touët-de-l'Escarène s 7.931 prebivalci.
Kanton je sestavni del okrožja Nica.